# Vijlen
Vijlen (en limbourgeois, Viele) est un village néerlandais situé dans la commune de Vaals, dans la province du Limbourg néerlandais. Le 1er janvier 2005, le village avait 1 340 habitants.